# Limonium supinum
Limonium supinum är en triftväxtart som först beskrevs av Frédéric de Girard, och fick sitt nu gällande namn av Sandro Alessandro Pignatti. Limonium supinum ingår i släktet rispar, och familjen triftväxter. Inga underarter finns listade i Catalogue of Life.